# Liliana Duţu
Liliana Duțu (Moinești, 28 ottobre 1953) è un'ex cestista rumena.

## Carriera
Con la Romania ha disputato due edizioni dei Campionati europei (1976, 1978).